# Haliophasma schotteae
Haliophasma schotteae är en kräftdjursart som först beskrevs av Brian Frederick Kensley 1982.  Haliophasma schotteae ingår i släktet Haliophasma och familjen Anthuridae. Inga underarter finns listade i Catalogue of Life.